# Cymbalaria aequitriloba
Cymbalaria aequitriloba là một loài thực vật có hoa trong họ Mã đề. Loài này được (Viv.) A.Chev. mô tả khoa học đầu tiên năm 1936.